# 久城インターチェンジ
久城インターチェンジ（くしろインターチェンジ）は島根県益田市にある山陰自動車道（益田道路）のインターチェンジである。

## 歴史
- 2010年（平成22年）3月27日：遠田IC - 当IC間開通に際し供用開始。
- 2023年度（令和5年度） : 久城IC - 高津IC間事業化[1]

## 道路
- E9 山陰自動車道（益田道路）

## 接続する道路
- 島根県道333号久城インター線

## 料金所
無料区間のため設置されていない。

## 隣
E9 山陰自動車道
遠田IC - 久城IC - 高津IC（事業中）